# Villaines-les-Rochers
Villaines-les-Rochers é uma comuna francesa na região administrativa do Centro, no departamento Indre-et-Loire. Estende-se por uma área de 12,4 km². Em 2010 a comuna tinha 1 067 habitantes (densidade: 86 hab./km²).